# Pi2 Doradus
Pi2 Doradus är en gul jätte i Svärdfiskens stjärnbild.
Stjärnan har visuell magnitud +5,38 och är svagt synlig för blotta ögat vid normal seeing. Den befinner sig på ett avstånd av ungefär 270 ljusår.